# کارل گوستاف موساندر
کارل گوستاف موساندر (انگلیسی: Carl Gustaf Mosander؛ زاده ۱۰ سپتامبر ۲۰۱۴ درگذشته) یک دانشمند در زمینه شیمی اهل سوئد بود. شهرت او به خاطر کشف عنصرهای خاکی کمیاب لانتان، اربیوم و تربیم می باشد.